# 群馬県道33号渋川松井田線
群馬県道33号渋川松井田線（ぐんまけんどう33ごう しぶかわまついだせん）は、群馬県渋川市渋川から同県安中市松井田町松井田に至る県道（主要地方道）である。

## 概要
渋川市の中心部から、伊香保温泉、榛名山山頂地区、高崎市倉渕町、地蔵峠を経由し、安中市松井田地区内では国道18号の旧道を通って国道18号に至る道路で、上毛三山パノラマ街道の一部を構成する。
特に、伊香保温泉や、榛名山山頂地区の榛名湖、榛名神社などにとっては、関越自動車道渋川伊香保インターチェンジと直結するルートになり、後者については高崎市の中心市街地や高崎駅と直結するルートにもなっているため、重要な道路の1つである。
高崎市榛名湖町の渋川市境から榛名湖までの区間（伊香保温泉→榛名湖方面の片側車線のみ）に、榛名湖メロディラインとして音楽が流れる舗装が施されている。
また、渋川の市街地付近から伊香保を経由し榛名湖付近までの区間は旧日本道路公団管理の有料道路伊香保榛名道路であった。まず、1958年（昭和33年）6月21日に渋川市から伊香保町（当時）までの区間（伊香保区間）が伊香保道路として供用し、1962年（昭和37年）10月26日に榛名山までの区間（榛名区間）が供用する際に改称された。1981年（昭和56年）9月1日に無料開放された。
なお、1956年（昭和31年）まで運行していた東武伊香保線は、新町五差路交差点から国土交通省前交差点の区間は本路線上を走っており、そこから伊香保まではほぼ並走していた。

### 路線データ
- 起点：渋川市渋川（国道17号・国道353号交点〈下郷交差点〉）[注釈 1]
- 終点：安中市松井田町松井田（国道18号交点〈松井田交差点〉）[注釈 2]
- 重要な経過地：北群馬郡伊香保町[注釈 3]、群馬郡榛名町[注釈 4]、同郡倉淵村[注釈 4]

## 歴史
かつて、安中市松井田町松井田（松井田交差点） - 松井田町新堀の約3.4 km区間は、一級国道18号線（国道18号）に指定されていた区間である。
- 1959年（昭和34年）9月18日：群馬県より現・道路法に基づき、前々身路線にあたる県道権田松井田線（群馬郡倉渕村大字権田 - 碓氷郡松井田町、整理番号153）として路線認定される[7]。
  - 同時に、その前身路線にあたる県道渋川伊香保線（渋川市 - 北群馬郡伊香保町、整理番号63）、県道松井田中之条線（碓氷郡松井田町 - 吾妻郡中之条町、整理番号77）が路線廃止される[8]。
- 1966年（昭和41年）2月8日：前身となる県道渋川榛名線、権田松井田線を廃止し[9]、渋川松井田線（整理番号32）を認定[1]。
  - 当初の認定区間は、渋川市下之町2404（四ツ角交差点、現：渋川市渋川）から碓氷郡松井田町大字新堀1174-1（西松井田駅前交差点）までの約37.8 kmであり、県道高崎榛名中之条線（現：国道406号）との重用区間が3500 mとされていた[10]。
- 1993年（平成5年）5月11日：建設省から、県道渋川松井田線が渋川松井田線として主要地方道に指定される[11]。

## 路線状況

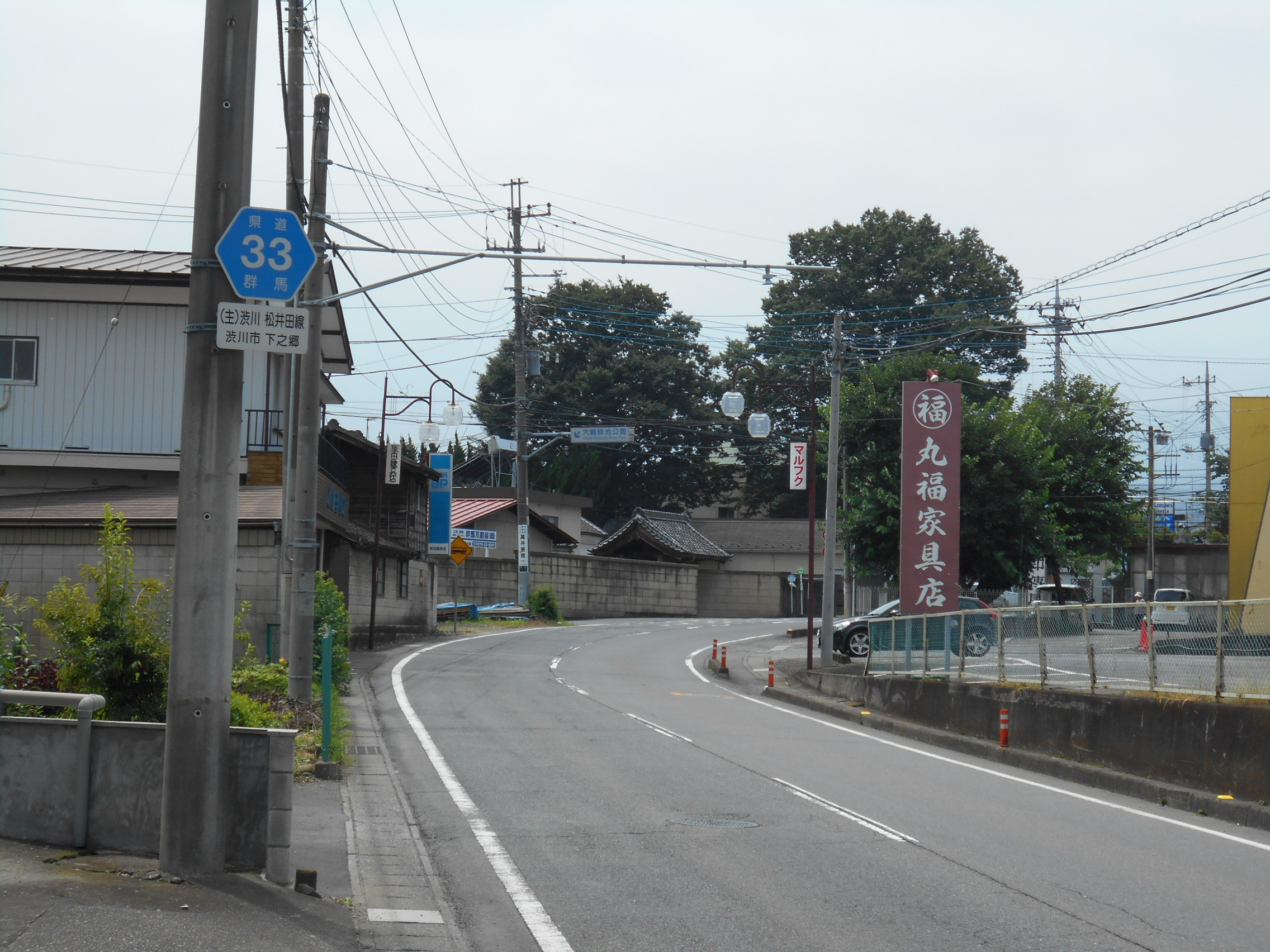
渋川市下之郷
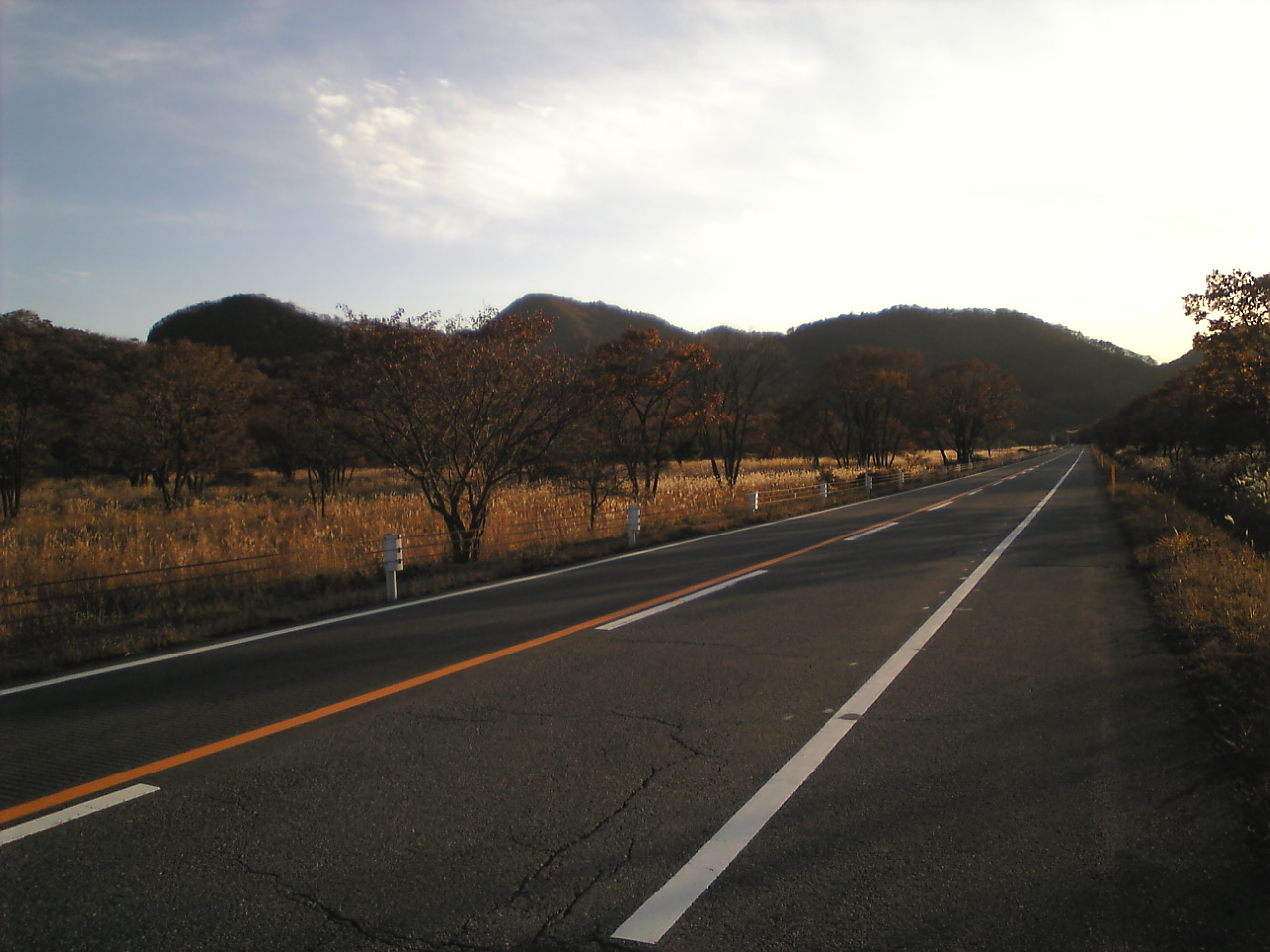
榛名富士付近の直線
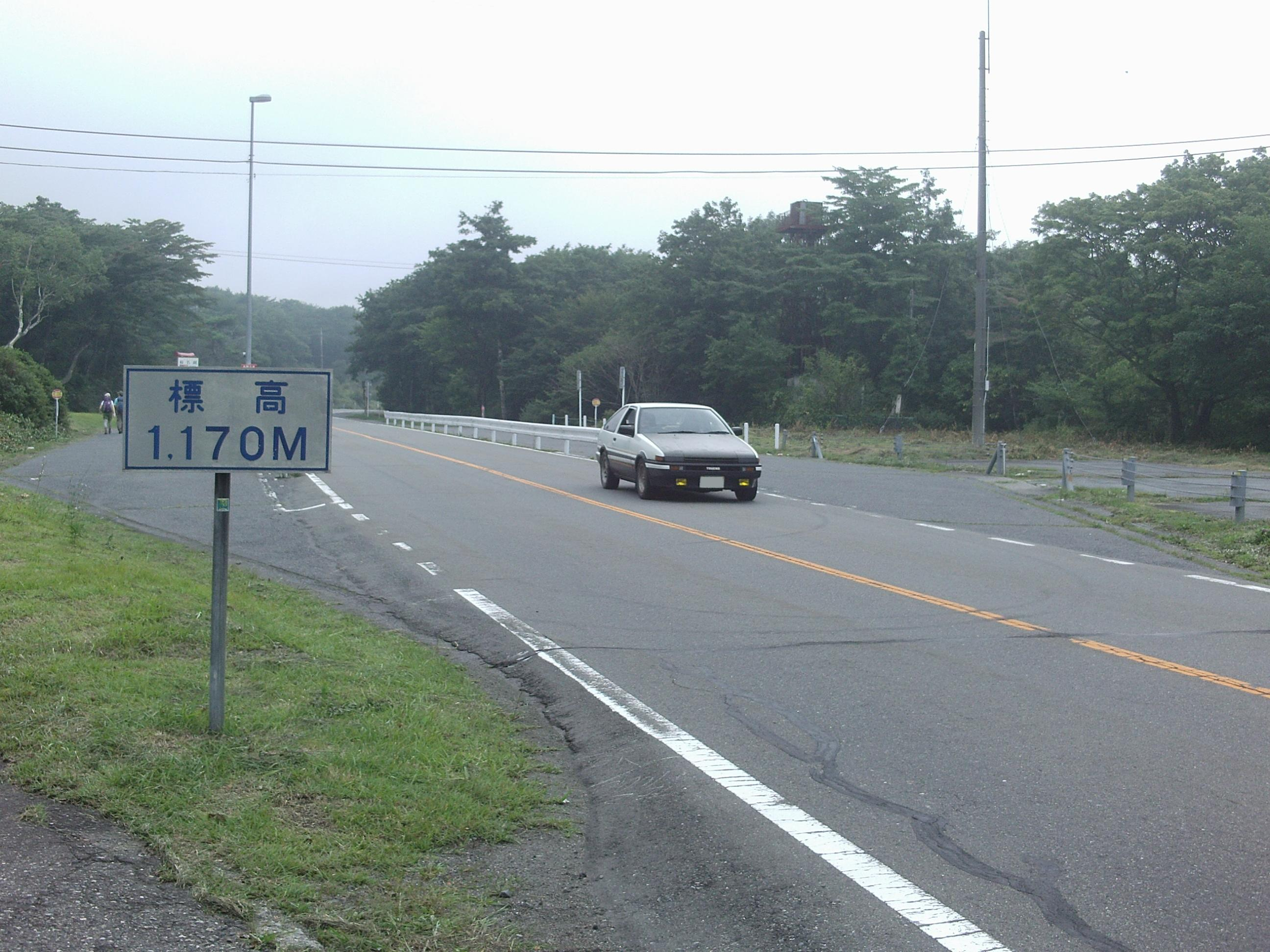
標高1170メートル地点にて。有料道路料金所跡地。
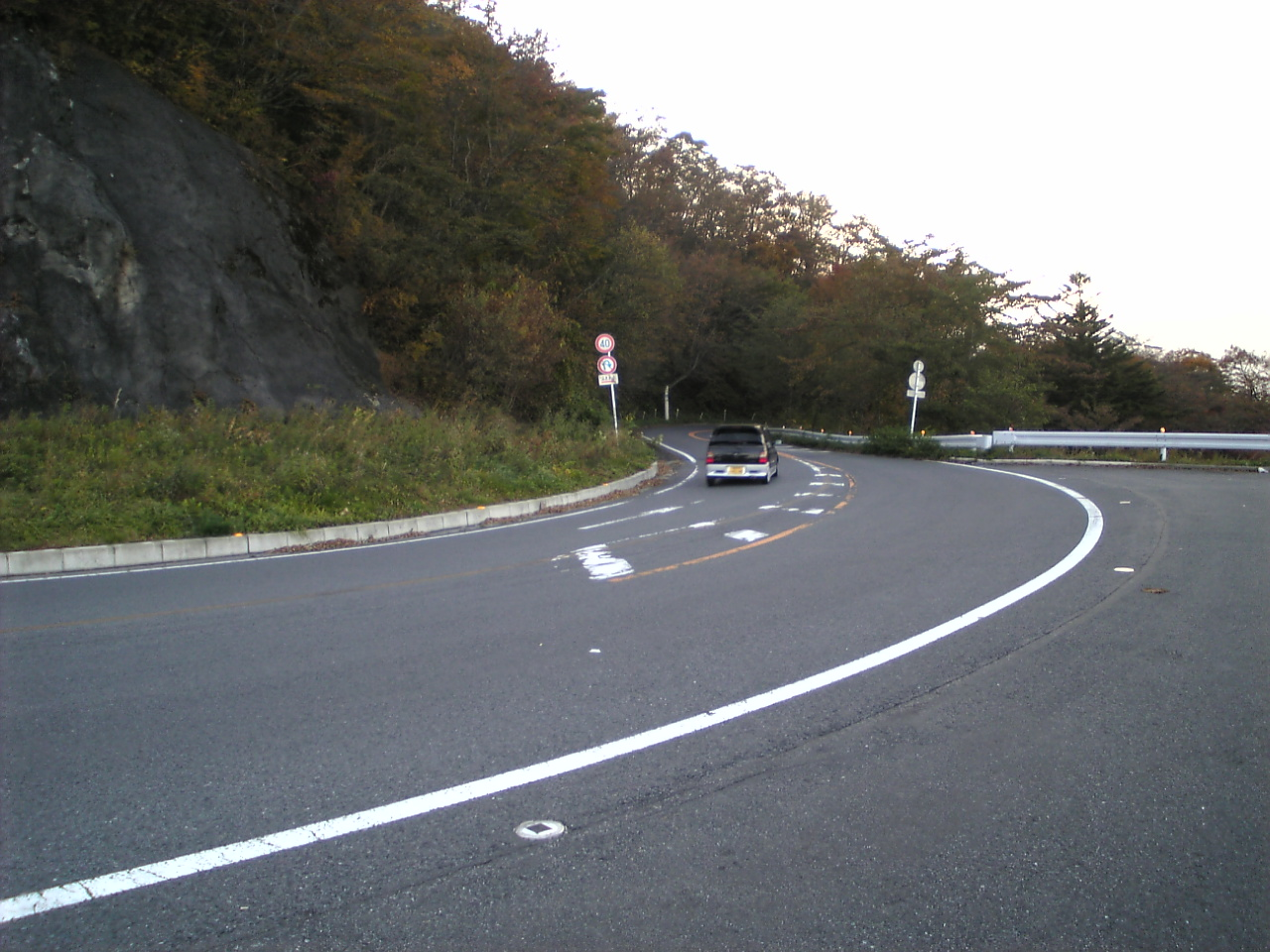
高根展望台付近のコーナー

※各区間の車線数については、Mapionの地図における記述を元にしている。
起点は国道17号、国道353号と接続する下郷交差点である。そこから国土交通省前交差点の間は、2車線で渋川市の市街地を抜ける。伊香保温泉から榛名山頂までは曲線が続く山道だが、一貫して2車線が確保されている。
山頂から榛名湖畔の群馬県道28号高崎東吾妻線との分岐点までは、カーブも少なく2車線が確保された道路である。
県道高崎東吾妻線と分岐すると、再び山道に入る。ここから天神峠を越えて高崎市榛名山町字一本木平に至る区間は、県道安中榛名湖線との重複区間で、カーブは多いが多くの部分で2車線が確保されており、高崎・安中方面からは唯一の大型車が通れる道路になっている。
高崎市榛名山町字一本木平から倉渕郵便局前交差点までは、県道一本木平小井戸安中線との重複区間である。ここから先は主に1車線で、ときどき2車線が確保された区間が現れる程度となり、急曲線の続く山道となる。
倉渕郵便局前交差点（高崎市倉渕町三ノ倉）から東善寺前（倉渕町権田）までの3500mの区間は、国道406号との重複区間である。ここで国道406号と分かれると、また1車線の道路となり、まもなく川田橋で烏川を渡る。その後、倉渕町水沼までは、国道406号との重複区間の対岸を戻るように進行する。この区間は、県道一本木平小井戸安中線を通って水沼橋で烏川を渡り、市道で水沼地域に入る経路の方がはるかに距離が短い。
高崎市倉渕町水沼から安中市松井田町間は多くが1車線であるが、ところどころ2車線化されている区間もあり、特に九十九川の沿線は大部分が2車線化されている。唯一のトンネルである天神山トンネルを越え、国道18号松井田バイパスと立体交差でくぐると、西松井田駅前交差点（安中市松井田町新堀）に至る。
西松井田駅前交差点からは進路を東に変え、安中市松井田町の市街地を通る。この区間は国道18号の旧道に当たる区間であり、一貫して2車線が確保されている。終点は松井田バイパスの起点である松井田交差点である。

### 通称
伊香保榛名道路
伊香保温泉から榛名山の榛名神社に向かって延びていく約15 km区間の道路の通称で、かつては有料道路だったところでもある。麓の伊香保温泉から山頂まではヘアピンカーブが連続する峠道で、山頂部では視界が開けたロングストレートのある道路になる。しげの秀一のマンガ作品『頭文字D』の主要な舞台にもなったことでも知られる。

### 重複区間
- 群馬県道35号渋川東吾妻線（渋川市渋川 地内）
- 群馬県道28号高崎東吾妻線（高崎市榛名湖町 - 高崎市榛名山町）1,760 m[13][14]
- 群馬県道126号榛名山箕郷線（高崎市榛名湖町 - 高崎市榛名山町）
- 群馬県道211号安中榛名湖線（高崎市榛名山町 - 高崎市榛名山町字一本木平）
- 群馬県道125号一本木平小井戸安中線（高崎市榛名山町字一本木平 - 高崎市倉渕町三ノ倉・倉渕郵便局前交差点）
- 国道406号（高崎市倉渕町三ノ倉・倉渕郵便局交差点 - 高崎市倉渕町権田）3500 m[10]
- 群馬県道217号松井田中宿線（安中市松井田町新堀・西松井田駅前交差点 - 安中市松井田町松井田・下町交差点）

### 道路施設
- 天神山トンネル（安中市松井田町新井 - 同市松井田町新堀）

## 地理
渋川市街地から伊香保温泉までは急坂が続くが、曲線は少ない。
伊香保温泉から上毛三山のひとつ榛名山山頂までヘアピンカーブが続く森の中のワインディングロード、渋川市と高崎市の境界であるヤセオネ峠を通って、榛名山の内輪山に入った榛名富士山頂付近は、開けた見通しのよい直線がある。直線の先に榛名湖があり、冬はワカサギ釣りが楽しめ、夏は湖周辺にいろいろな花が咲く見どころとなっており、この辺りは標高約1100mほどの高所となる。かつて、伊香保から榛名山頂までは、1966年（昭和41年）に廃止された伊香保ケーブル鉄道が道路と並走していた。
高崎市倉渕町水沼からは、急曲線の続く細い山道となり、地蔵峠を越えると安中市松井田町に入り、碓氷川支流の増田川、九十九川に沿って高度を下げる。

### 通過する自治体
- 渋川市
- 高崎市
- 安中市

### 交差する道路
- 国道17号・国道353号（渋川市渋川・下郷交差点、起点）
- 群馬県道25号高崎渋川線（渋川市渋川・四ツ角交差点）
- 群馬県道35号渋川東吾妻線（渋川市渋川）
- 群馬県道35号渋川東吾妻線（渋川市渋川・国土交通省前交差点）
- 群馬県道164号渋川吉岡線（渋川市渋川・明保野交差点）
- 群馬県道15号前橋伊香保線（渋川市伊香保町伊香保）
- 群馬県道155号伊香保村上線（渋川市伊香保町伊香保）
- 群馬県道28号高崎東吾妻線（高崎市榛名湖町）
- 群馬県道126号榛名山箕郷線（高崎市榛名湖町）
- 群馬県道28号高崎東吾妻線・群馬県道211号安中榛名湖線（高崎市榛名山町）
- 群馬県道211号安中榛名湖線（高崎市榛名山町）
- 国道406号（群馬県道125号一本木平小井戸安中線（高崎市倉渕町三ノ倉・倉渕郵便局交差点）
- 国道406号（高崎市倉渕町権田）
- 群馬県道125号一本木平小井戸安中線（安中市松井田町上増田）
- 群馬県道216号長久保郷原線（安中市松井田町土塩）
- 国道18号 松井田バイパス（安中市松井田町新堀・立体交差）
- 群馬県道217号松井田中宿線・群馬県道221号西松井田停車場線（安中市松井田町新堀・西松井田駅前交差点）
- 群馬県道122号八本松松井田線（安中市松井田町新堀・新堀交差点）
- 群馬県道217号松井田中宿線（安中市松井田町松井田・下町交差点）
- 国道18号 松井田バイパス（安中市松井田町松井田・松井田交差点、終点）

### 沿線にある施設など
- JR上越線・吾妻線
  - 渋川駅
- 渋川郵便局（渋川市渋川）
- 渋川市美術館（渋川市渋川）
- 国土交通省利根川水系砂防事務所（渋川市渋川）
- 群馬県立渋川工業高等学校（渋川市渋川）
- 渋川八幡宮（渋川市渋川）
- 群馬県立渋川青翠高等学校（渋川市渋川）
- 群馬ガラス工芸美術館（渋川市渋川）
- 伊香保カントリークラブ（渋川市伊香保町伊香保）
- 伊香保温泉（渋川市伊香保町伊香保）
- 渋川市役所伊香保総合支所（渋川市伊香保町伊香保）
- 榛名山 榛名富士（高崎市榛名湖町）
- 榛名湖（高崎市榛名湖町）
- JGMゴルフクラブ高崎ロイヤルオークコース（高崎市倉渕町三ノ倉）
- 崇徳寺（安中市松井田町松井田）
- 国土交通省関東地方整備局高崎河川国道事務所 碓氷出張所（安中市松井田町松井田）